# Шимкевич, Фёдор Спиридонович
Фёдор Спиридо́нович Шимке́вич (6 февраля [28 февраля] 1802, Могилёв — 3 апреля [15 апреля] 1843, Санкт-Петербург) — русский филолог, лексикограф.

## Биография
Отец Фёдора Шимкевича, диакон Спиридон Ильич Шимкевич (1775—1830), переехал в Воронеж из Могилёва, спасаясь в 1812 году от французов и с 1820 года и до конца жизни был иереем воронежской Богословской церкви.
После окончания воронежской семинарии (1823) в числе лучших учеников Фёдор Шимкевич был отправлен в Киевскую Духовную Академию, где изучил языки греческий, латинский, еврейский, халдейский, французский, немецкий и польский, итальянский, венгерский, датский и шведский. По окончании курса, он представил диссертацию под заглавием: «О просвещении древних евреев или об их успехах в изящных искусствах и науках» (Журнал Министерства Народного Просвещения, т. XXXI). Сначала Шимкевич был определён бакалавром немецкого языка академии, затем стал помощником библиотекаря академической библиотеки. В это время Шимкевич написал «Взгляд на российские летописи в филологическом отношении» (Вестник Европы, 1830, № 8; подписано: Федор Косица) и начал размещать описание рукописей, принадлежащих Киевской Духовной Академии («Описание рукописей, находящихся в библиотеке киевской академии» (Вестник Европы, 1830, № 18; 1-я часть). В этом же году начал писать «Dissertatio de fatis linguae graecae ejusque cognitione», объявленной Виленским университетом для соискания кафедры греческой словесности; сочинение осталось неоконченным вследствие закрытия университета в 1832 году.
В результате перешёл учителем философии в воронежскую семинарию и, наконец, несколько лет, с 1834 года, занимал в Санкт-Петербурге должность столоначальника в хозяйственном департаменте Министерства внутренних дел. Вышел в отставку в июне 1838 года, предполагая посвятить себя составлению словаря русского языка, материалы  к которому представил А. Х. Востокову и получил одобрение.
Плодом его филологических изысканий явился «Корнеслов русского языка, в сравнении со всеми главными славянскими наречиями и 24 иностранными языками» (1842), увенчанный Академией наук половинной Демидовской премией. Появление «Корнеслова» было встречено критикой весьма сочувственно, поражало трудолюбие автора, собравшего материал из 35 языков, и всех славянских наречий. Журналы заговорили о «Корнеслове» ещё до выпуска его в продажу, даже бывший тогда наследником Александр Николаевич, пожелавший ознакомиться с книгой, послал к, уже больному автору, своего гофмаршала В. Д. Олсуфьева. Наследник поручил его наблюдению своего лейб-хирурга но болезнь была неизлечима и 3 апреля 1843 года Шимкевич скончался и был погребён в Александро-Невской лавре.

## Труды
- Шымкевіч, Ф. С. Караняслоў рускай мовы, параўнанай з усімі найгалоўнейшымі славянскімі гаворкамі і з дваццаццю чатырма замежнымі мовамі / Ф. С. Шымкевіч. — 1842.
- Шымкевіч, Ф. С. Збор устарэлых славянарускіх слоў / Ф. С. Шымкевіч.
- Шымкевіч, Ф. С. Слоўнік славянскіх гаворак / Ф. С. Шымкевіч.
- Шымкевіч, Ф. С. Нямецкая граматыка / Ф. С. Шымкевіч.
- Шымкевіч, Ф. С. Збор слоў літоўска-рускай (беларускай) гаворкі / Ф. С. Шымкевіч.
- Шымкевіч, Ф. С. Слоўнік украінскай гаворкі / Ф. С. Шымкевіч.

## Память
- Имя Фёдора Шимкевича присвоено одной из улиц Могилёва (бел. вуліца Фё́дара Шымке́віча; рус. улица Фё́дора Шимке́вича)[5].